# Гарагаш, Александр Дементьевич
Александр Дементьевич Гарагаш  (15 июля 1906, Екатеринослав, Екатеринославская губерния, Российская империя — 24 января 1976, Москва, СССР) — советский государственный и партийный деятель.

## Биография
Родился в Екатеринославе. Член ВКП(б) с 1927 года.
Рабочий на заводах Днепропетровска с 1930 года, учился в Институте народов востока в Москве в 1931—1932 годах.
В 1933—1963 годах — заместитель начальника, начальник Политического отдела совхоза, 1-й секретарь Саркандского районного комитета КП(б) Казахстана, начальник Акмолинского областного земельного отдела, 1-й секретарь Молотовского районного комитета КП(б) Казахстана, 
секретарь Акмолинского областного комитета КП(б) Казахстана, 2-й секретарь Кзыл-Ординского обкома КП Казахстана, 1-й секретарь Семипалатинского обкома КП Казахстана, 1-й заместитель председателя СМ Казахской ССР, министр промышленности мясных и молочных продуктов Казахской ССР, председатель Исполнительного комитета Кустанайского областного Совета.
С 1963 года — персональный пенсионер.
Делегат 3-11-го съездов КП Казахстана, где был избран в состав ЦК. Член бюро ЦК КП Казахстана в 1951—1954 годах.
В 1938—1967 годах — депутат Верховного Совета Казахской ССР.

## Награды
- орден Ленина
- орден Отечественной войны I степени
- орден «Знак Почёта»
- орден «Знак Почёта»